# Alfa Romeo Racing Italiano
Alfa Romeo Racing Italiano, conocido en Europa como SCAR - Squadra Corse Alfa Romeo (SCAR - Alfa Romeo Racing Team), es un videojuego de carreras para PlayStation 2, Windows y Xbox. Fue desarrollado por Milestone y lanzado en 2005.
Todos los coches del juego son fabricados por la empresa de motores Alfa Romeo. Si bien la mayoría de las pistas están en Italia, algunas están en otros países como Alemania y los Estados Unidos. Una característica distintiva del juego es que modela el desarrollo de controladores utilizando un sistema casi idéntico a un videojuego de rol. Además, los coches se dañan, tanto de forma visible como de rendimiento, por colisiones o al desviar el rumbo.

## Jugabilidad

### Jugabilidad general
Como muchos juegos de carreras, el juego tiene un "modo de carrera rápida" y un modo de carrera (llamado "modo dinastía"). Las opciones iniciales de coches y pistas en "modo carrera rápida" son muy limitadas; las opciones adicionales se desbloquean al progresar en el modo dinastía ". Inicialmente, el modo dinastía tiene un número limitado de eventos disponibles para ingresar. Colocar el tercero o mejor en las carreras desbloquea nuevas carreras, series de carreras y campeonatos. Al mismo tiempo, los modelos del juego el desarrollo del controlador utilizando un sistema que es casi idéntico a un videojuego de rol.
Este elaborado sistema de desarrollo de la experiencia del conductor se utiliza para fortalecer tanto al jugador como al coche que utiliza. Los puntos de experiencia (a los que se hace referencia en el juego simplemente como XP) se obtienen por varios logros durante una carrera, como adelantar oponentes o conducir una vuelta limpia. Similar a la forma en que se pierde XP después de morir en algunos juegos de rol, no terminar la carrera cancela todos los XP ganados en el evento. Cuando se alcanzan ciertos umbrales de XP, se logra un nuevo nivel de conductor y se otorga un punto de habilidad. Estos puntos de habilidad se pueden usar para desarrollar el conductor y el automóvil. Se otorgan puntos de habilidad adicionales por otros logros. Algunas carreras otorgan un punto de habilidad por vencer a un oponente en particular por primera vez. También hay una lista de logros de la dinastía, cuya finalización otorga un número  de puntos de habilidad. Uno de esos logros, por ejemplo, es ir más rápido que cierta velocidad en el modo dinastía.

### Equipamiento y personalización
Todos los coches del juego son fabricados en la vida real por Alfa Romeo y en cualquier carrera el jugador siempre corre contra otras siete instancias del modelo que está conduciendo. El jugador no puede elegir su vehículo para una carrera, excepto en el modo "carrera rápida", e incluso entonces los vehículos del oponente son todos del mismo modelo. Los coches asignados a principiantes pueden subir hasta 110 millas por hora (177 km/h). Los coches avanzados, sin embargo, pueden ir 200 millas por hora (321,9 km/h).
Los coches no se pueden personalizar; en cambio, es el conductor quien se personaliza, aunque algunas personalizaciones del conductor afectan la aceleración, el manejo y la resistencia a los daños del automóvil. Varios logros en el juego, principalmente el logro de niveles de puntos de XP, se recompensan con puntos de habilidad que se pueden distribuir en nueve categorías diferentes para afectar las características del automóvil y el conductor. Además, el jugador gana equipo de carreras (cascos, trajes, guantes y botas) al ganar "carreras de equipo" o al lograr un cierto número de victorias (así como nocauts). El equipo también se puede ganar superando desafíos. La marcha que lleva un conductor se puede cambiar para afectar aún más las características del conductor (y del automóvil). Todo el equipo que se desbloquea en el juego tiene un requisito de nivel mínimo. Los jugadores que no cumplan con los requisitos mínimos no pueden usar el nuevo equipo hasta que alcancen ese nivel de experiencia. Los diferentes oponentes controlados por computadora en una carrera tendrán diferentes puntos de habilidad y equipo, lo que resultará en diferentes habilidades de conducción y resistencia tanto del automóvil como del conductor. Todos los pilotos oponentes tienen nombres que se muestran en las alineaciones y los resultados.

### Estadísticas del conductor
Durante una carrera, el exclusivo "Efecto Tigre" del juego permite a los jugadores retroceder en el tiempo unos segundos y volver a intentarlo.  Normalmente, se utiliza para evitar accidentes. El efecto tigre no hace que el jugador evite accidentes automáticamente; por lo general, el jugador puede al menos mitigar los efectos del accidente. En casos raros, el segundo intento de los jugadores podría empeorar las cosas. Los puntos de efecto de tigre se reducen en unidades de 1.0 cada vez que se usan. Por ejemplo, usar un efecto de tigre cuando un jugador tiene 1.7 puntos de efecto de tigre reducirá sus puntos de efecto de tigre a 0.7; haciéndolo inútil hasta que el contador aumente en 0,3 puntos. Las explicaciones del juego sugieren que el efecto tigre está destinado a representar la gran capacidad de un conductor experto para anticipar y evitar el peligro.
Las estadísticas para mejorar durante el transcurso del juego se denominan "corazón", "visión", "intimidación", "manejo", "aceleración", "recuperación", "concentración", "anticipación" y "resistencia". Algunos de estos afectan al conductor y otros al automóvil, y algunos afectan a ambos. La acumulación de puntos en "anticipación" puede ayudar a aumentar la frecuencia con la que el jugador puede retroceder el reloj y tratar de prevenir accidentes en una sola carrera. Asimismo, acumular puntos en el "corazón" puede ayudar al jugador a recuperarse más rápido para que sea menos probable que pierda la concentración en la pista de carreras.
Todos los pilotos comienzan cada carrera con todos sus puntos de condición de piloto disponibles. Conducir cerca de otro conductor reduce sus puntos de condición de conductor actual. Si un conductor pierde todos esos puntos de condición de conductor, el juego lo llama "Knockout". Los controladores controlados por computadora pueden hacer lo mismo con el jugador y entre ellos. Si el jugador recibe un nocaut, sufrirá una pérdida temporal de control. Esto se refleja en los gráficos borrosos, el audio palpitante y una diferencia en la respuesta del automóvil.
Finalmente, esta condición temporal termina y los puntos de condición del conductor comienzan a regenerarse de acuerdo con la tasa establecida en las estadísticas del jugador. Cuando los conductores controlados por computadora sufren un nocaut, su conducción se vuelve visiblemente más lenta y ligeramente errática. Los jugadores expertos podrán reconocer el patrón que tomará el vehículo noqueado y podrán evitarlos por completo. Los movimientos erráticos tienden a incluir desaceleración, bamboleo por el recorrido, seguido de una ligera caída hacia la izquierda o hacia la derecha (dependiendo de la pista de carreras).

### Modelo de daño
Todos los autos comienzan cada carrera con todos los puntos de condición disponibles. Las colisiones y/o las excursiones fuera de la pista dañarán visiblemente los coches y reducirán los puntos de condición del coche durante la carrera. Las excursiones fuera de la carretera presumiblemente crean un desgaste excesivo de los neumáticos y daños en la suspensión de los coches de carreras. En cualquier caso, el fenómeno sirve para infligir una sanción por engañar a los atajos; Las excursiones excesivas fuera de curso pueden destruir un vehículo de la misma manera que golpearlo excesivamente. Este fenómeno también puede recompensar a los jugadores que permanecen en la carretera al permitirles ser golpeados con más frecuencia antes de ser marcados como "DNF".
El automóvil del jugador y los automóviles de los oponentes pueden dañarse a cero puntos de condición del automóvil. Cuando eso sucede, la jubilación se ve obligada. El daño del automóvil se muestra visiblemente en los modelos renderizados, así como en un indicador de estado que indica cuánto más daño puede soportar el automóvil.

## Recepción
Ian Dransfield de VideoGamer.com calificó el juego con un 3 sobre 10 y afirmó que "tiene muchas ideas, pero no grandes". Chris Roper de IGN calificó el juego con 4 sobre 10 y criticó los controles y la Inteligencia artificial en los videojuegos, y afirmó que muchos de los vehículos "conducen de manera muy, muy similar". Roper declaró: "Alfa Romeo Racing Italiano es ciertamente interesante, pero es una lástima que no sea bueno. Hay muchas ideas buenas y únicas aquí, pero ninguna de ellas funciona tan bien como podrían o deberían haberlo hecho". Greg Mueller de GameSpot calificó el juego con 4.5 sobre 10 y señaló que a pesar de la selección de vehículos del juego, muchos de ellos "son solo versiones diferentes del mismo modelo". Mueller también criticó los controles y gráficos, y afirmó que el aspecto de juego de roles "hace que las carreras sin vida sean un poco más interesantes", pero "no es suficiente para salvar las carreras aburridas y la presentación anticuada de este juego".